# Jeanne Mélin
Pour les articles homonymes, voir Mélin (homonymie).
Jeanne Mélin, née le 17 septembre 1877 à Carignan (Ardennes) et morte le 18 avril 1964 à Sedan, est une pacifiste, féministe, écrivaine et femme politique française.
Elle parcourt l’Europe, militant notamment pour la paix, pour une amitié franco-allemande et pour le droit de vote des femmes. Dans le cadre de son combat pour l'affirmation des droits politiques des femmes en France, elle se présente à l'élection présidentielle de 1947, où elle recueille peu de voix.

## Biographie

### Origine familiale et années de formation en Ardennes

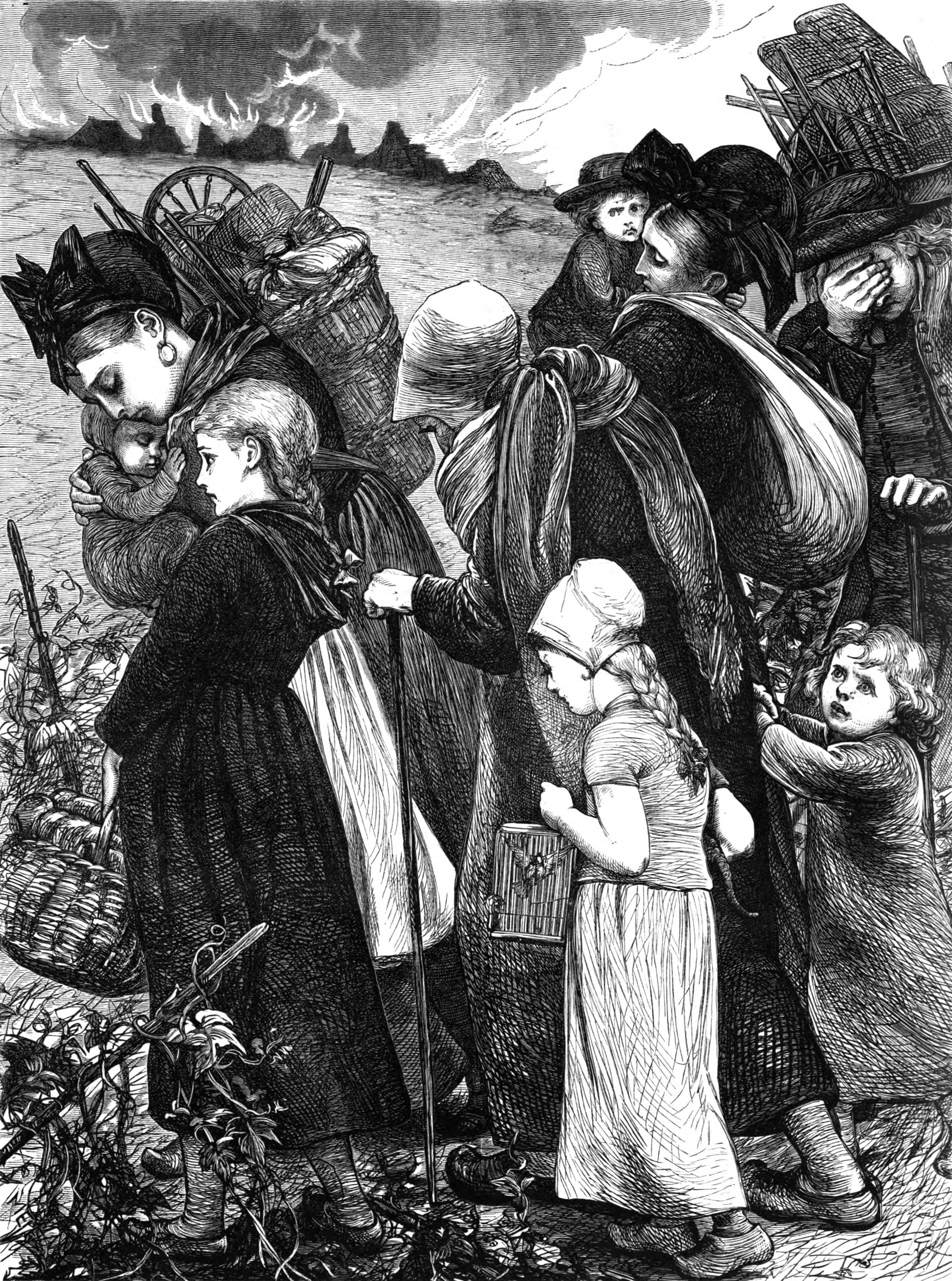
Familles ardennaises fuyant les combats de 1870.

Jeanne Philomène Mélin est née en septembre 1877 en Ardennes, à Carignan dans un milieu relativement aisée. Elle est le deuxième enfant de la famille, après un frère né l'année précédente, Charles Pierre. Son père, de convictions anticléricales, républicaines, et dreyfusardes dirige la briqueterie familiale. L'entreprise avait été créé par les grands-parents de Jeanne Mélin et son père avait industrialisé les procédés de fabrication, en mettant en place un four à feu continu (système Hoffman). Ce dernier, Désiré Mélin, avait également une approche sociale de l'entreprise, inspirée en partie par les idées de Jean-Baptiste André Godin,. L'enfance de Jeanne Mélin est également marquée par l'évocation par les adultes de la guerre de 1870. La maison familiale de la grand-mère de Jeanne Mélin, à Rubécourt, avait été transformée, pendant les batailles de Sedan et de Bazeilles, en infirmerie provisoire.
Bien que son père soit anticlérical, il se plie aux usages et aux normes sociales, et fait faire à sa fille des études secondaires dans un pensionnat catholique de Carignan, à la différence de celles de son frère aîné, envoyé au lycée de Charleville.

### Conférencière pour la paix

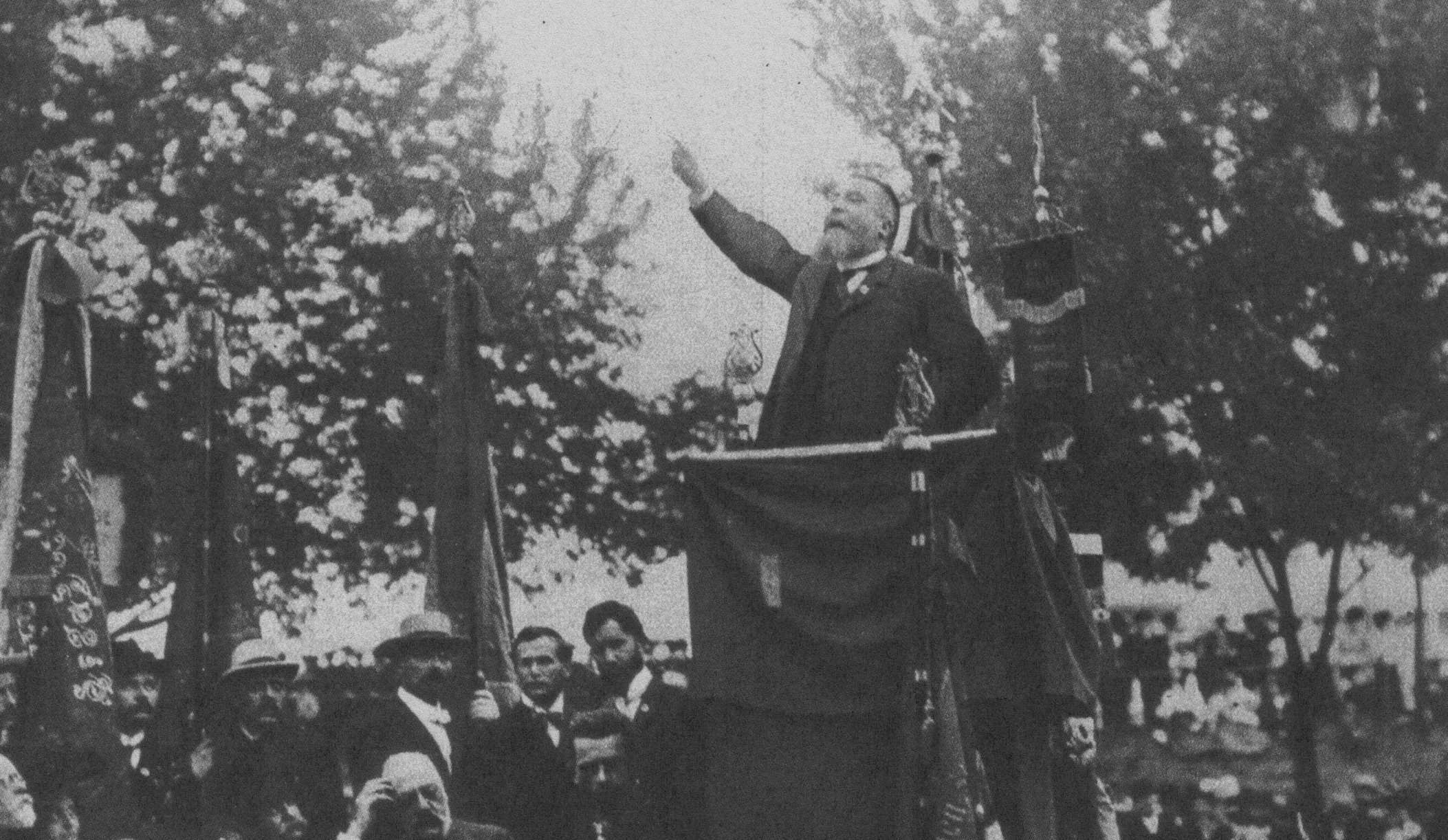
Jean Jaurès en meeting.

En 1898, elle découvre dans un journal des Ardennes, Le Petit Ardennais, un appel de l’association La Paix et le Désarmement par les Femmes. Elle crée localement une antenne à cette organisation. Cette association développe un discours modéré, basé sur les vertus pacificatrices et éducatrices de la maternité, opposant le masculin, symbole de violence, au féminin, symbole de vie. Elle est également influencée par le positivisme.
En 1901, elle entre en contact avec l’association La Paix par le Droit (1901), présidée au niveau national par Théodore Ruyssen. Elle y adhère et fonde la section ardennaise de cette société pacifiste, groupe local que préside Henri Doizy, et dont elle est vice-présidente. Dans ce cadre, elle milite en faveur de l’arbitrage et d'un droit international s'appliquant aux nations. Elle participe aux congrès pacifistes nationaux (congrès de La Paix par le Droit, à La Rochelle en 1908, 6e congrès national des Sociétés Françaises de la Paix, à Reims en 1909), et internationaux (18e congrès universel de la Paix, à Londres en 1908, 19e congrès universel de la Paix, à Stockholm, en 1910). Jeanne Mélin anime également des conférences pour la paix, dans les Ardennes (à Carignan, à Sedan, à Rethel, à Vrigne-aux-Bois, à Donchery, etc.), et au-delà des limites du département, un exercice difficile dans le climat de revanche sur l'Allemagne qui prévaut dans l'opinion, d'autant plus pour une femme devant des publics essentiellement masculins. Elle fait également venir Jean Jaurès, qui s'exprime le 29 novembre 1913 à Sedan et le 30 novembre à Charleville.
Dans les mêmes années, elle multiplie les engagements, adhérant à la SFIO, à la Ligue des droits de l'homme, au comité espérantiste de Sedan, mais aussi à l'Union pour le suffrage des femmes (UFSF), présidée par Cécile Brunschvicg. Un certain féminisme qui découle de son pacifisme : pour elle, les femmes sont naturellement pacifistes et la reconnaissance de leurs droits à participer aux élections peut conduire à des politiques plus humaines. Elle diffère ainsi des féministes pour qui le droit de vote serait l'aboutissement d'une reconnaissance politique. Dans les mêmes années, elle reste également fondée de pouvoirs au sein de l'entreprise familiale, la briqueterie de Carignan.

### Opposition aux deux conflits mondiaux duXXesiècle

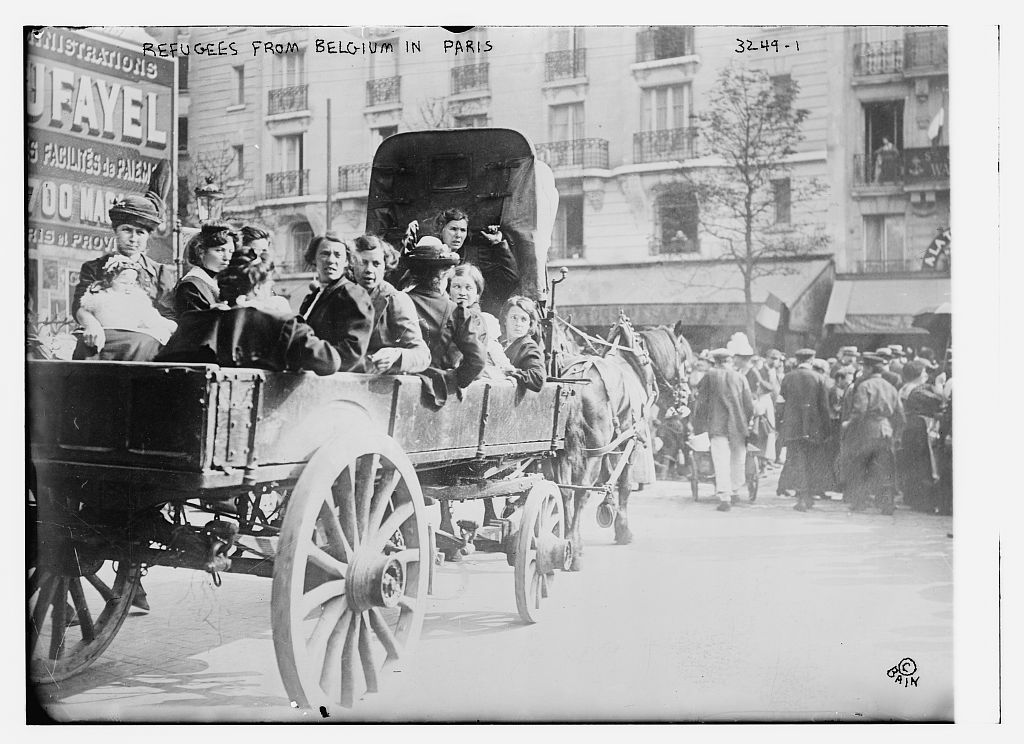
Réfugiés arrivant à Paris en 1914.

Enfants réfugiés.

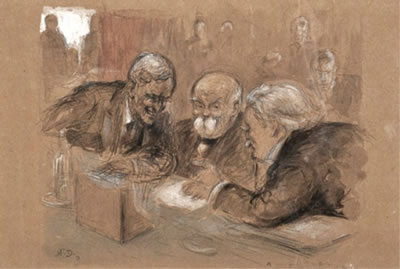
Conférence de paix de Paris en 1919. Caricature représentant Woodrow Wilson, Georges Clemenceau et David Lloyd George.

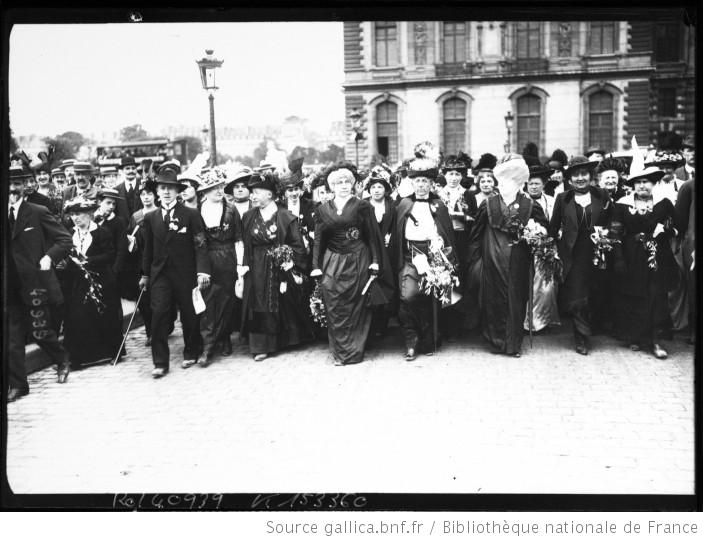
Manifestation pour le droit de votes des femmes, avec la journaliste Séverine à sa tête.

Au moment du déclenchement du conflit de 1914-1918, elle se trouve à Bruxelles, à une réunion de pacifistes européens. Elle y apprend, désemparée, la mort de Jaurès. Pendant la Grande Guerre, les divergences avec l’UFSF se font jour. Jeanne Mélin refuse l’Union sacrée à laquelle adhère l'UFSF et la majorité du mouvement féministe. Son frère est mobilisé. Le 24 août 1914, elle fuit avec ses parents devant l'avancée allemande en Ardennes. Elle s'installe dans un premier temps à Dun-sur-Auron, où elle avait donné une conférence en 1913 et bénéficié de la sympathie de l'épouse de Hippolyte Mauger, député socialiste du département. De septembre 1914 à août 1915, elle travaille bénévolement à l’hôpital militaire de cette localité.
Un congrès international des femmes pour la paix est organisé à La Haye par des féministes néerlandaises et anglaises pacifistes, du 15 avril au 1er mai 1915, réunissant 1132 femmes de 12 pays. Ce congrès veut se consacrer aux moyens pacifiques de régler les conflits en cours, dont l’extension mondiale du suffrage féminin. Jeanne Mélin affirme son adhésion aux objectifs du congrès mais ne peut s'y rendre, faute de visa. Elle multiplie les échanges épistolaires pour faire circuler les propositions de ce congrès, et se constituer un réseau, correspondant notamment avec Aletta Jacobs, Cécile Brunschvicg, Charles Richet, Théodore Ruyssen, Nicholas Butler, Jane Addams et d'autres. En mai 1916, elle crée à Paris une Cuisine coopérative des réfugiés, qui sert des repas à une centaine de familles chaque jour. Au printemps 1916, elle organise deux manifestations dans Paris pour réclamer une allocation logement pour les réfugiés et faire modifier la loi sur le logement. Elle participe régulièrement aux travaux de la Société d'études documentaires et critiques sur la guerre. En décembre 1917, elle fonde un Comité d'action suffragiste (CAS) pour l'obtention du droit de vote pour les Françaises dans toutes les élections. Elle comparaît également comme témoin de moralité, avec Jean Longuet, Marguerite Durand et la journaliste Séverine, au conseil de guerre du 25 au 31 mars 1918 jugeant Hélène Brion, secrétaire générale par intérim de la CGT, accusée de propagande défaitiste. Celle-ci affirme : « L'accusation prétend que sous prétexte de féminisme, je fais du pacifisme. Elle déforme ma propagande pour les besoins de sa cause : j'affirme que c'est le contraire […] Je suis ennemie de la guerre parce que féministe, la guerre est le triomphe de la force brutale, le féminisme ne peut triompher que par la force morale et la valeur intellectuelle. Il y a antinomie entre les deux (...) ».
La guerre terminée, son frère revient de captivité et s'attelle à relancer l'entreprise familiale à Carignan. Jeanne Mélin n'oublie pas son combat pour la paix. Elle adhère à la Ligue internationale des femmes pour la paix permanente (qui deviendra la Ligue internationale des femmes pour la paix et la liberté, LIFPL) fondée à La Haye. Elle se rend, malgré l'opposition des autorités françaises, au premier congrès international de cette Ligue, à Zurich, en mai 1919, y est applaudie et échange une longue poignée de mains avec la déléguée allemande Linda Gustava Heymann. Dans son discours, elle s'élève contre la Conférence de paix de Paris, où les vainqueurs du conflit préparent les clauses du traité de Versailles qui humilient l’Allemagne. Elle conteste la thèse de la culpabilité allemande et plaide pour un rapprochement franco-allemand.
En 1920, elle devient membre de la Section française de l'Internationale communiste (SFIC), devenue Parti communiste (SFIC) puis Parti communiste français. Mais la fédération des Ardennes n’admet pas son appartenance à la LIFPL, et elle retire son adhésion au PCF en 1923. Elle effectue également une tournée de conférences dans les pays scandinaves contre l'occupation française de la Ruhr. En 1926, elle se met partiellement en retrait et se consacre à une activité littéraire, romans et œuvres d’introspection. Elle assiste sa mère, gravement malade, qui décède en 1927. Après s'être beaucoup investie dans la LIFPL, elle quitte son conseil consultatif la même année et menace même de démissionner de l'association, reprochant le changement d'orientation de Gabrielle Duchêne au sein de la section française, influencée par un récent voyage en URSS. Les tensions internationales l'incitent à revenir dans l'action. Elle crée en 1930 le Cercle Pax Occident-Orient (CPOO), qui cherche à unifier les sociétés pacifistes françaises pour qu’elles aient plus de poids, en vue de la conférence mondiale pour le désarmement qui se prépare. Cette conférence pour le désarmement, qui commence en 1932, est un échec. Elle-même est confronté des problèmes de santé et à des moments difficiles dans sa vie privée. À la suite d'un bref mariage, elle divorce en 1934 et son frère aîné se suicide la même année. Elle cesse la face publique de son activité militante et se consacre à la bibliothèque de Marie-Louise Bouglé.
En 1939, nouvelle désillusion, la Seconde Guerre mondiale démarre. Réfugiée à Enghien-les-Bains, elle assiste aux bombardements puis à l'invasion allemande. Aveuglée par ses convictions pacifistes intégrales, elle accueille favorablement l'entrevue de Montoire et se montre favorable à la collaboration dans ses écrits personnels, mais n'en fait pas état publiquement. C’est pourquoi elle n'est pas mise en cause lors de l’épuration à la Libération.

### Dernières années
Le droit de vote enfin concédé aux femmes par le gouvernement provisoire de la République française en 1944 est une de ses grandes satisfactions. Reprenant son action féministe, elle est la première femme à présenter en 1946 sa candidature à la présidence de la République française, pour l'élection de 1947, bien que n'ayant aucune chance. En 1948, elle se retire à Reims. 
Dans un souci pacifiste, en 1959, elle se prononce en faveur du contrôle des naissances et rejoint ainsi l'action d'une nouvelle génération des féministes qui, en 1956, crée le mouvement Maternité heureuse, transformé quelques années plus tard en Mouvement français pour le planning familial. Elle est cependant complètement marginalisée au sein du mouvement féministe et ne s'intègre pas aux quelques nouveaux groupes militants. Pendant la guerre froide, elle est membre du Mouvement de la paix et de l’appel de Stockholm, se prononce en faveur de la décolonisation, mais sans militer publiquement, écrivant en revanche beaucoup dans son journal intime. En 1955, elle revient habiter sa commune natale de Carignan, dans les Ardennes, à 78 ans. Le traité de rapprochement franco-allemand de 1963 est pour elle une nouvelle satisfaction, et la concrétisation d'une idée qu'elle avait fortement défendue dans l'entre-deux-guerres. S'éloignant de son anticléricalisme de jeunesse, elle soutient à la fin de sa vie le concile de Vatican II. Elle meurt le 18 avril 1964 à l'hôpital de Sedan, où elle a dû être transportée.

## Publications
- Jean, ou À travers la misère, roman ardennois écrit en vers libres, A. Fonsègue et G. Métivier, 1927.
- Lettres à Thalès, 2007.
- Marceline en vacances ou à travers l'amour, A. Fonsègue et G. Métivier, 1929.

## Archives
Ses archives sont conservées à la bibliothèque historique de la ville de Paris et aux archives départementales des Ardennes (fonds 15J : archives personnelles et documents relatifs à son œuvre poétique et littéraire et à ses actions dans les mouvements féministes et pacifistes).